# 루이스 초이
루이스 초이(영어: Louis Choi, 본명 최경배)는 대한민국의 카운터테너 성악가이다.

## 생애와 활동
대한민국에서 태어났다. 국내에서 음악교육과를 졸업한 뒤, 2년 6개월가량 초등학교 교사를 하다가 독일로 유학을 떠났다. 2007년 뮤지컬 《미오, 내아들》로 데뷔하였다. 2006년부터 2008년까지 독일 뒤셀도르프슈만국립음악대학 대학원 오페라 석사과정을, 2008년부터 2010년까지 같은 대학 최고연주자 박사과정을 다녔다. 2010년 9월 대한민국으로 돌아와 공연 활동을 시작했다. 2011년 한국일보 인터뷰에서 루이스 초이는 “카운터테너는 80~90%가 알토다. 하지만 나는 카운터테너 소프라노다 라고 말했다.
2012년 1월에는 설운도의 MBC 《나는 트로트 가수다》 무대에 함께 출연하였다. 2012년 4월에는 대한민국에서 첫 음반을 출시하였고, 2012년 9월에는 조관우, 이은미, 장필순, 안치환, 신해철 등과 함께 노무현 추모앨범인 <탈상, 노무현을 위한 레퀴엠>에 참여했다. 최근에는 너의 목소리가 보여4에 실력자로 나와 큰 화제가 되었다.